# Taracythere proterva
Taracythere proterva is een mosselkreeftjessoort uit de familie van de Trachyleberididae. De wetenschappelijke naam van de soort is voor het eerst geldig gepubliceerd in 1953 door Hornibrook.